# Пропорційна виборча система
Пропорційна виборча система (від лат. proportionalis — той, що має правильне співвідношення частин з цілим) — виборча система, за якої голосування за кандидатів проводиться за партійними списками. Розподіл мандатів між партіями здійснюється відповідно (пропорційно) до кількості голосів виборців, поданих за кожний партійний список. У 1885 р. на конференції в Антверпені, присвяченій виборам, було вперше розглянуто модель пропорційної виборчої системи. У 1889 р. її вперше було запроваджено в Бельгії. До 20-х рр. XX ст. більшість європейських країн використовували пропорційну виборчу систему. Розрізняють різновиди цієї системи: система списків і система єдиного перехідного голосу. У багатьох країнах з пропорційною виборчою системою використовують прохідний бар'єр, або виборчий поріг. Він визначає найменшу частку голосів, яку має набрати політична партія, щоб пройти до парламенту. Вперше запроваджений у Німеччині 1963 р. На сучасному етапі він коливається від 8 % у Ліхтенштейні до 0.67 % — у Нідерландах. Метою запровадження виборчого порогу було прагнення забезпечити більшу партійну консолідацію парламенту через недопущення до парламенту партій, що мають малу кількість депутатських мандатів.
За впливом виборців на розташування кандидатів у списку для голосування розрізняють пропорційні системи: 
1. з жорсткими списками;
2. з преференціями;
3. з напівжорсткими списками;
4. система панаширування.

При застосуванні жорстких списків виборець голосує за список партії в цілому. У виборчому бюлетені вказуються тільки назви партій, певна кількість перших кандидатів за партійним списком (Іспанія, Ізраїль).
Система преференцій (лат. praeferre — перевага) надає можливість виборцю голосувати не лише за конкретну партію, а й робити помітку навпроти номера того кандидата від цієї партії, якому він віддає свій голос (Фінляндія, Бельгія, Нідерланди, Україна).
Система напівжорстких списків передбачає можливість голосування як за списком у цілому, так і визначати преференції, помітивши або вписавши прізвища одного чи кількох кандидатів (Швейцарія, Австрія, Італія).
Система голосування з індивідуальною передачею голосу — виборці відзначають цифрами проти прізвищ кандидатів, в якому порядку за них голосують, ранжуючи таким чином свої особисті переваги.
Система панаширування — виборець має право висловитися стосовно певної кількості кандидатів незалежно від їхньої партійної належності, «змішуючи» кандидатів від різних партій. Дана система дозволяє виборцю проголосувати за партію, що йому подобається, також віддати перевагу кандидатам з інших партій. Такий різновид пропорційної системи використовується у Швейцарії та Люксембурзі, і виборцям надане право накопичувати переваги — віддавати найбажанішим кандидатам одразу декілька голосів, таким чином ранжуючи кандидатів за ступенем переваги.